# Mandra di l'Ainu
Mandra di l'Ainu  è una frazione del comune di Sassari situata nella sub-regione del Sassarese, Sardegna nord occidentale, ad una altitudine di 150 m s.l.m.
Contava 187 abitanti nel 1991  e dista circa 7 chilometri da Sassari.